# Comando de Aeródromo E 34/IV
El Comando de Aeródromo E 34/IV (Flieger-Horst-Kommandantur E 34/IV) fue una unidad de la Luftwaffe durante la Segunda Guerra Mundial.

## Historia
Fue formado el 1 de julio de 1940, a partir del IV Comando Administrativo Aéreo. El 1 de abril de 1944 es renombrado como Comando de Aeródromo E (v) 206/VIII.

## Comandantes
- Mayor Hans Schöne – (1 de julio de 1940 – 3 de mayo de 1941)
- Mayor Dr. Erich Winter – (3 de mayo de 1941 – 15 de junio de 1942)
- Mayor Alois Pfab – (15 de junio de 1942 – 20 de junio de 1942)
- Capitán Franz Steinkamp – (20 de junio de 1942 – 15 de junio de 1943)
- Mayor Rudolf Klimke – (15 de junio de 1943 – 1 de diciembre de 1943)
- Capitán Franz Steinkamp – (1 de diciembre de 1943 – 1 de abril de 1944)

## Servicios
- agosto de 1941 – octubre de 1941: en Bălți-Pereleți.
- enero de 1942: en Stalino
- noviembre de 1943(?) – marzo de 1944: en Cherson.
- marzo de 1944 – abril de 1944: en Buzău.